# Neukirchen an der Vöckla
Neukirchen an der Vöckla is een gemeente in de Oostenrijkse deelstaat Opper-Oostenrijk, gelegen in het district Vöcklabruck. De gemeente heeft ongeveer 2500 inwoners.

## Geografie
Neukirchen an der Vöckla heeft een oppervlakte van 24 km². De gemeente ligt in het zuidwesten van de deelstaat Opper-Oostenrijk. Het ligt ten noordoosten van de deelstaat Salzburg en ten zuiden van de grens met Duitsland.
- Gemeinsame Normdatei: 4699499-3
- Library of Congress Control Number: n2006091083
- Virtual International Authority File: 246972969